# Zespół Pieśni i Tańca „Olza”
Zespół Pieśni i Tańca „Olza” (ZPiT „Olza”) – reprezentacyjny Zespół Pieśni i Tańca działający w Czeskim Cieszynie przy Polskim Związku Kulturalno-Oświatowym w Republice Czeskiej.
Ze względu na miejsce swojej działalności zespół Olza prezentuje oprócz folkloru rodzimego również folklor czeski i słowacki. W repertuarze zespołu są tańce cieszyńskie, polskie tańce narodowe, regionalne, tańce węgierskie, tańce czeskie, morawskie oraz słowackie.
ZPiT „Olza” bierze udział w różnych festiwalach folklorystycznych na całym świecie. Zespół odwiedził m.in. Polskę, Słowację, Macedonię, Litwę, Francję, Belgię, USA, Turcję i wiele innych.

## Historia zespołu
Jego historia sięga roku 1953, kiedy to Janina Marcinkowa (później kierowniczka artystyczna Zespołu Pieśni i Tańca Ziemi Cieszyńskiej) zorganizowała kurs dla kierowników zespołów folklorystycznych. Na kursie spotkała się grupa, która wkrótce stworzyła zgrany zespół. 19 stycznia 1954 roku odbyła się pierwsza próba nowego zespołu, tworzonego w większości przez uczestników kursu. W 1957 roku zespół przyjął nazwę rzeki granicznej  - Olzy. Pierwszą kierowniczką artystyczną została Janina Marcinkowa. Zastępcami zostali Anna Ruszówna i Józef Raszka.
Zespół  przedstawił swój pierwszy samodzielny całowieczorowy program w 1956 roku – było to widowisko „Mamulczyn Janiczek” – wiązanka tańców śląskich oraz tańce polskie, czeskie, rosyjskie i węgierskie.
W roku 2020 zespół liczył ok. 25 aktywnych tancerzy. Kierownikiem artystycznym jest Roman Kulhanek. Próby „Olzy" odbywają się każdy piątek i sobotę w sali PZKO w Czeskim Cieszynie.

## Jubileusz 60-lecia
Dnia 18 października 2013 w sali PZKO w Czeskim Cieszynie odbyła się nieformalna próba wszystkich pokoleń „olzian". Dawni tancerze zostali zaproszeni do wzięcia udziału w koncercie w roli tancerzy, śpiewaków, organizatorów czy konferansjerów. Jubileusz odbył się w Teatrze im. Adama Mickiewicza w Cieszynie 18 października 2014 roku. Koncert cieszył się ogromnym zainteresowaniem, więc odbyły się aż 3 jubileuszowe koncerty.